# Kameňany
Kameňany jsou obec na Slovensku v okrese Revúca v Banskobystrickém kraji. Leží v údolí Revúcké vrchoviny asi patnáct kilometrů jihozápadně od Jelšavy. Žije zde 842 obyvatel. Ve vesnici stojí evangelický kostel založený ve 13. století.